# Michail Samuilowitsch Agurski
Michail Samuilowitsch Agurski, geboren Melik Samuilowitsch Agurski, (russisch Михаил Самуилович Агурский, Мэлик Самуилович Агурский, hebräisch מיכאיל סמוילוביץ' אגורסקי, מאליק סמוילוביץ' אגורסקי; * 1933 in Moskau; † 21. August 1991 ebenda) war ein sowjetisch-israelischer Maschinenbauingenieur, Kybernetiker, Dissident, Publizist und Hochschullehrer.

## Leben
Agurski, Sohn des jüdischen Revolutionärs und Historikers Samuil (Schmuel) Agurski (1884–1947), schloss den Schulbesuch 1950 ab und studierte dann an einer Technischen Hochschule. 1955 heiratete er Wera Fjodorowna Kondratjewa. Er arbeitete ab 1960 im Moskauer Forschungsinstitut für Werkzeugmaschinen.
In dieser Zeit gehörte Agurski zum Moskauer Underground und gründete mit anderen den Klub der jungen Dichter Fackel, dessen Vorsitzender er wurde. 1955 hatte er die Tochter des Religionsphilosophen Wassili Rosanow Nadeschda Wassiljewna Wereschtschagina kennengelernt und später Daniil Andrejews Familie. Anhand der Bücher aus Rosanows Bibliothek studierte Agurski die Werke Rosanows, Wladimir Solowjows, Konstantin Leontjews, Dmitri Mereschkowskis und Michail Gerschensons und auch die religionsphilosophischen Texte Fjodor Dostojewskis, Lew Tolstois und Martin Bubers. Er widmete sich den Aktivitäten seines Vaters, der Geschichte der russischen Kirche, der Tätigkeit der modernen russisch-orthodoxen Kirche, der Geschichte des Zionismus und den interkonfessionellen Beziehungen. Er lernte die Familie des Priesters Alexander Men kennen, der ihn sehr beeindruckte und durch den er in Kontakt mit Dissidenten, Zionisten und orthodoxen Priestern kam.
1965 gab Agurski die Arbeit im Moskauer Forschungsinstitut für Werkzeugmaschinen auf und trat die dreijährige Aspirantur im Institut für Automatik und Telemechanik der Akademie der Wissenschaften der UdSSR an. Anschließend wurde er wissenschaftlicher Mitarbeiter des Instituts für Technologie und Maschinenbau (NIITM) des Ministeriums für allgemeinen Maschinenbau. Im Mai 1969 verteidigte er seine Dissertation über die Wahl des optimalen Maschinensteuerungssystems mit Erfolg für die Promotion zum Kandidaten der technischen Wissenschaften. Er war Mitglied der Moskauer Gesellschaft der Naturforscher in der Sektion Genetik.
Das der Rüstungsindustrie und der Kosmonautik dienende NIITM verließ Agurski im Herbst 1970, um im Institut für Automatik und Telemechanik im Bereich Biokybernetik zu arbeiten. Allerdings erhielt er dort keine Stelle, sodass er den Lebensunterhalt für sich und seine Familie durch Übersetzungen für das WINITI und das Journal des Moskauer Patriarchats und Katalogisierungsarbeiten in der Auslandsabteilung der Bibliothek der Moskauer Geistlichen Akademie beim Dreifaltigkeitskloster in Sagorsk verdiente. Er näherte sich Alexander Lerner und weiteren zionistischen Refuseniks. Er beantragte 1971 die Ausreise nach Israel und schrieb Briefe an den KPdSU-Generalsekretär Leonid Breschnew, in denen er seine Diskriminierung als Jude bei der Stellensuche beklagte. Wegen seiner früheren Tätigkeit wurde ihm die Ausreise verweigert. Auf Einschränkungen seiner Lebens- und Arbeitsweise wurde verzichtet. Mit Zionisten und Bürgerrechtlern nahm Agurski 1972 an einer Anti-Palästinenser-Demonstration vor der libanesischen Botschaft in Moskau teil, worauf alle Demonstranten, darunter auch Andrei Sacharow, festgenommen wurden. Mit Valentin Turtschin, Wladimir Maximow, Alexander Galitsch und Igor Schafarewitsch verteidigte Agurski Andrei Sacharow gegen die Verurteilung durch die sowjetischen Massenmedien. Bald wurde er mit Sacharow, Roi Medwedew, Juri Orlow, Waleri Tschalidse und Alexander Solschenizyn bekannt. Auf Anregung Solschenizyns verfasste Agurski einen Artikel über moderne sozioökonomische Systeme und ihre Perspektiven für einen Sammelband mit Beiträgen Solschenizyns, Schafarewitschs, Felix Swetows, Michail Poliwanows u. a., der 1974 redigiert von Solschenizyn im Samisdat und in der YMCA-Press in Paris erschien.
Im April 1975 konnte Agurski nach Israel ausreisen und wurde 1976 Mitarbeiter der Hebräischen Universität Jerusalem. Er veröffentlichte zahlreiche Artikel zu religiösen, nationalen, soziopolitischen und kulturgeschichtlichen Themen in den Massenmedien. Er verteidigte 1979 an der Sorbonne mit Erfolg seine Dissertation über die nationalen Wurzeln der Sowjetmacht für die Promotion zum Doktor der Slawistik. Die Dissertation in russischer Sprache wurde 1980 in Paris als Buch mit dem Titel National-Bolschewismus herausgegeben. Agurski wurde nun Professor an der Hebräischen Universität Jerusalem. Mit Margarita Schklowskaja veröffentlichte Agurski 1986 Texte Maxim Gorkis über das Judentum. Sein Artikel über den Nahostkonflikt und die Perspektiven seiner Regulierung erschien 1990.
Während der Perestroika konnte Agurski wieder die UdSSR besuchen. 1989 traf er sich dort mit Schafarewitsch und weiteren früheren Mitstreitern in der Judenfrage und hielt Vorträge über Zionismus und Nationalismus. Zum Kongress der Landsleute 1991 in Moskau wurde er persönlich eingeladen. Er traf dort am 19. August ein, dem ersten Tag des Augustputschs. Er erlebte die aufregenden Tage mit und starb am 21. August 1991 im Hotel Rossija an einem Herzinfarkt.
Agurski hinterließ eine Tochter und einen Sohn. Seine Witwe Wera Fjodorowna Agurskaja veröffentlichte 1996 seine Memoiren.